# 한국저작권위원회

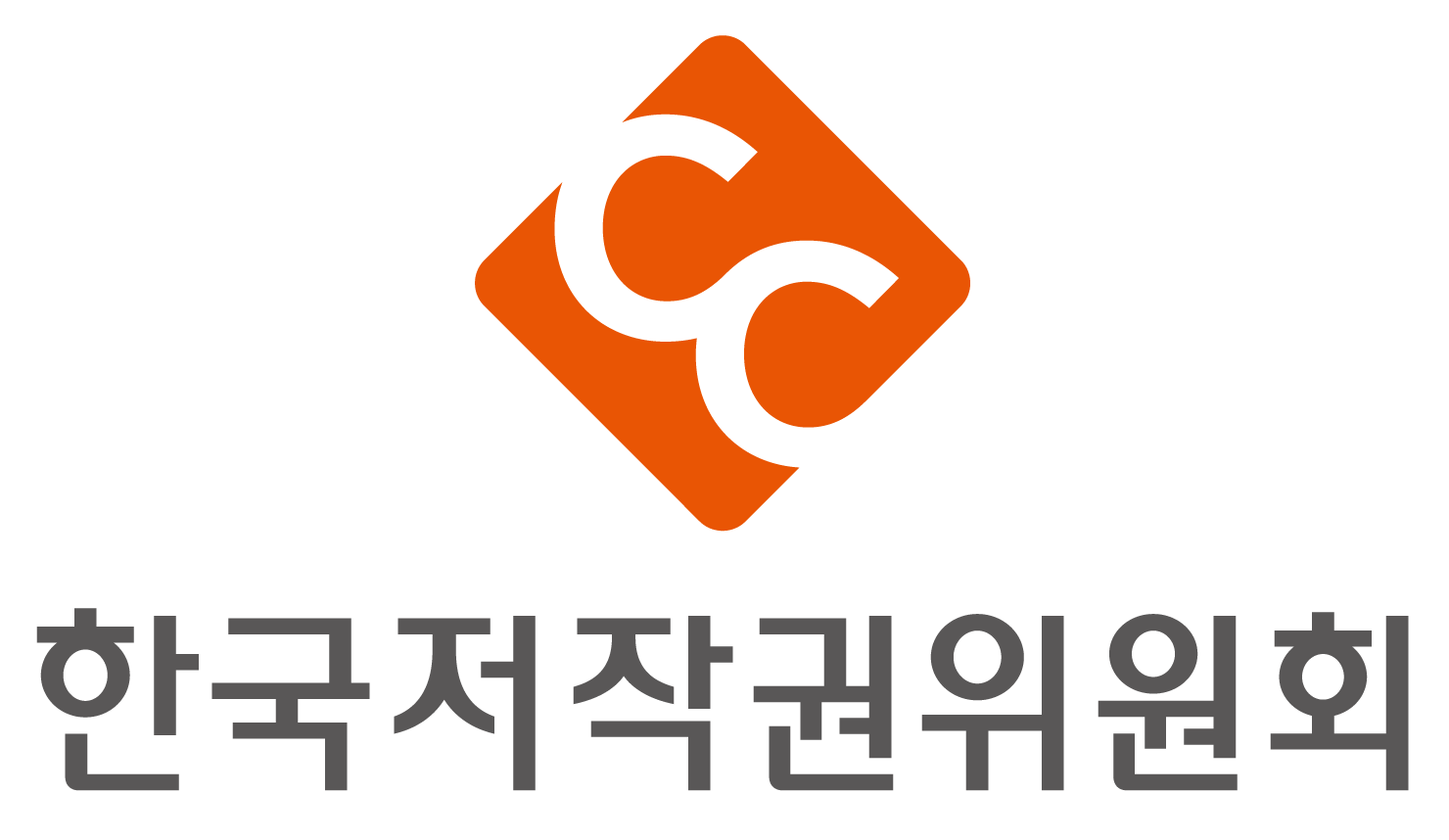
한국저작권위원회 로고

한국저작권위원회(韓國著作權委員會, Korea Copyright Commission)는 저작권 보호와 저작물의 올바른 이용질서 확립, 그리고 저작권산업 발전을 담당하는 대한민국 저작권 전문 기관이다.  1987년 저작권법에 의거하여 "저작권 심의 조정 위원회"로 설립되었으며 2009년 7월 공공기관 선진화계획에 따라 컴퓨터프로그램보호위원회와 통합하며 한국저작권위원회로 출범하였다. 문화체육관광부 산하 기타공공기관으로 지정되어 있으며 본부는 경상남도 진주시 소호로 117, 서울사무소는 서울특별시 용산구 후암로 107에 위치해 있다.

## 연혁

### 저작권위원회
- 1987년 7월: 저작권심의조정위원회 발족
- 1988년 3월: 국제저작권정보센터로부터 국내저작권정보센터 지정
- 2000년 8월: 업무수탁(저작권 등록, 법정허락, 보상금기준)
- 2005년 4월: 저작권보호센터 설립
- 2006년 4월: 북경 저작권센터 설립(중국)
- 2007년 5월: 방콕 저작권센터 설립(태국)
- 2007년 6월: 저작권위원회로 명칭 변경
- 2009년 4월: 저작권교육연수원 개원

### 컴퓨터프로그램보호위원회
- 1987년 12월: 프로그램심의위원회 설립
- 1994년 10월: 프로그램심의조정위원회 명칭 변경
- 1994년 12월: (재)한국컴퓨터프로그램보호회 설립
- 1996년 11월: 컴퓨터프로그램저작권 위탁관리기관 지정
- 1998년 2월: SW임치제도 도입
- 1998년 9월: (재)한국컴퓨터프로그램보호회, 한국소프트웨어진흥원에 통합
- 2001년 6월: 프로그램심의조정위원회 사무국 분리
- 2001년 8월: 컴퓨터프로그램 감정업무 개시
- 2007년 4월: 프로그램심의조정위원회, 컴퓨터프로그램보호위원회로 명칭 변경

### 한국저작권위원회
- 2009년 7월: 저작권위원회와 컴퓨터프로그램보호위원회를 통합한 한국저작권위원회 출범
- 2010년 7월: 원격교육연수원 인가
- 2011년 5월: 저작권 원격교육연수원 설립
- 2011년 12월: 마닐라 저작권센터 설립(필리핀)
- 2012년 1월: 종합민원센터 신설
- 2012년 12월: 저작권원격평생교육시설 인가(서울중부교육지원청), 하노이 저작권센터 설립(베트남)
- 2013년 12월: 원격교육연수원 우수 교육기관 선정(KERIS)
- 2014년 5월: 저작권상담센터 개소
- 2014년 12월: 평생학습계좌제 기관인정 획득
- 2015년 6월: 진주혁신도시 이전

## 조직

### 위원장
- 감사 (비상근)
- 부위원장 (비상근)

#### 기획혁신본부
- 전략기획팀
- 경영지원팀
- 홍보팀

#### 정책연구본부
- 법제연구팀
- 국제통상협력팀
- 해외사무소
- 심의산업통계팀

#### 저작권정보센터
- 유통진흥팀
- 공유지원팀
- 정보기술팀

#### 교육본부
- 교육개발팀
- 교육운영팀

#### 분쟁조정본부
- 등록임치팀
- 조정감정팀
- 저작권상담팀
- 저작권법률지원센터

#### 저작권박물관
- 학예연구팀
- 저작권도서관
- 운영관리팀